# Klabbes bank

Klabbes bank är en svensk musikgrupp ledd av keyboardisten Klas-Henrik Hörngren. Klabbes bank bildades i Göteborg 2002 som ett jazzband men musiken har med åren utvecklats och blivit alltmer genreöverskridande. Idag kan bandets musik beskrivas som en blandning av rock, pop, electronica, jazz och fri improvisationsmusik.[källa behövs]
Bandets skiva Protect the Forest blev 2013 både nominerad till en Grammis och ett manifestpris i kategorin årets jazz.

## Medlemmar
- Thomas Backman – altsaxofon, klarinetter
- Kristoffer Alehed – trombon
- Klas-Henrik Hörngren – keyboards
- Jacob Öhrvall – bas
- Martin Öhman – trummor och elektronik
- Pontus Hedström - altsaxofon, klarinett

## Diskografi

### Album
- 2003 – Musik för såna som mormor och morfar
- 2007 – Kålsäter
- 2009 – Je suis la mer
- 2012 – Protect the Forest
- 2015 – Z
- 2019 - Bnk

### Singlar
- 2013 – "Jämtland"